# Aeropuerto Internacional de Orlando-Melbourne
Para el aeropuerto de la ciudad de Melbourne, Australia; véase Aeropuerto Internacional Tullamarine
El Aeropuerto Internacional de Orlando-Melbourne o el Orlando Melbourne International Airport (IATA: MLB, OACI: KMLB, FAA LID: MLB) es un aeropuerto público localizado en la ciudad de Melbourne, una ciudad en el condado de Brevard, Florida, Estados Unidos. Localizado en el centro del Space Coast de Florida, el aeropuerto es accesible vía NASA Boulevard (Ruta Estatal 508). Es administrado por siete miembros de la junta de directores en la cual es encabezado por el concejal de la ciudad de Melbourne y el sector privado. El aeropuerto recibe alrededor de medio millón de personas al año. El presupuesto del aeropuerto se encuentra dentro del presupuesto de la ciudad. Los gastos proyectados para 2007 fueron de 14,9 millones de dólares.

## Aerolíneas y destinos
| Aerolíneas           | Destinos |
| -------------------- | --- |
| Allegiant Air        | Allentown, Cincinnati, Pittsburgh                                                                                  |
| American Eagle       | Charlotte |
| Delta Air Lines      | Atlanta |
| Sun Country Airlines | Estacional: Mineápolis/St Paul                                                                                     |
| TUI Airways          | Estacional: Belfast–International, Birmingham (UK), Glasgow, Londres–Gatwick, Mánchester (UK), Newcastle upon Tyne |